# Sivatagi bagoly
A sivatagi bagoly (Strix butleri) a madarak (Aves) osztályának bagolyalakúak (Strigiformes) rendjébe és a bagolyfélék (Strigidae) családjába tartozó faj.

## Előfordulása
A Sínai-félsziget, Dél-Izrael, Palesztina, Jordánia, Szíria, Szaúd-Arábia, Jemen és Omán ritka költőfaja. Száraz középhegységekben, mély, sziklás vádikban él. Éjszaka aktív.

## Megjelenése
Testhossza 29-33 centiméter, szárnyfesztávolsága 70-80 centiméter. Alakját tekintve olyan, mint egy kis macskabagoly, de szeme sárga (a fiatal példányoké narancssárgás), tollazata világos, szinte mintázatlan; alteste sem csíkos, az okkersárga sávozás elmosódott. Evezői feltűnően sávozottak; világos arcfátyla többé kevésbé mintázatlan. 

## Hangja
Nászhangja ritmusos, zengő, öttagú „húuu...ho-hu ho-ho” huhogás, mely leginkább a Balkáni gerle búgására emlékeztet.